# Цепная реакция (фильм, 1980)
«Цепная реакция» (англ. The Chain Reaction) — австралийский кинофильм-триллер в стиле пост-апокалипсис режиссёра и сценариста Йена Барри. В главной роли снимался Стив Бисли. Премьера в Австралии — 25 сентября 1980 года.
«Цепная реакция» номинирована на премию «Сатурн» в 1983 году в категории «Лучший иностранный фильм».

## Сюжет
Сильное землетрясение в Австралии вызывает опасную утечку в хранилище ядерных отходов. Работавший там инженер Генрих Шмидт (Росс Томпсон) понимает, что будут отравлены подземные воды на сотни миль вокруг и хочет предупредить общественность. Его босс, однако, не желает никакого разглашения и пытается оставить аварию в тайне от людей. Генрих убегает с объекта, но получает тяжёлое ранение от наёмников своего начальника. Генрих теряется в лесу и частично теряет память. Его спасает автомеханик Ларри (Стив Бисли), который находился неподалёку на отдыхе со своей женой Кармел (Арна-Мария Винчестер). Тем временем, на троицу выходят наёмники того самого босса.

## В ролях
- Стив Бисли — Ларри Стилсон
- Арна-Мария Винчестер — Кармел Стилсон
- Росс Томпсон — Генрих Шмидт
- Ральф Коттерилл — Грей
- Хью Кияс-Бёрн — «Орёл»
- Роджер Уорд — «Лось»
- Ричард Мойр[англ.] — младший констебль Пиготт
- Лорна Лесли[англ.] — Глория
- Патрик Уорд[англ.] — Оутс
- Лори Моран — сержант полиции МакСуини
- Майкл Лонг[англ.] — доктор
- Мел Гибсон — бородатый механик (в титрах не указан)

## Создание
Автором идеи фильма был режиссёр Йен Барри. Он говорил с продюсером Дэвидом Элфиком о создании фильма под названием «Спаркс» о слепом кинорежиссёре на основе собственного короткометражного фильма, но Элфик считал, что для фильма с такой основой будет сложно найти финансирование. Барри написал ещё один сценарий, для триллера под названием «Человек на краю автострады» (англ. The Man at the Edge of the Freeway), и тогда Элфик согласился заняться бюджетом. Изначально бюджет должен был составлять 600 000 долларов, но Австралийская комиссия по кино посчитала, что это будет слишком дорого, поэтому она была перераспределена на сумму 450 000 долларов. Режиссёр «Безумного Макса» Джордж Миллер присоединился к команде в качестве ассоциированного продюсера.
Финансирование пришло от Австралийской комиссии по кино и кинокомпаний Victorian Film Corporation и Hoyts. Съемки начались в сентябре 1979 года и проходили в Глен-Дэвисе и Сиднее, в Новом Южном Уэльсе. Элфик был убеждён, что место съёмок в Глен-Дэвисе, было местом аборигенской резни и, по слухам, проклято; Он считал что именно поэтому съемки были чрезвычайно сложными.
В «Цепной реакции» задействовано множество актёров из «Безумного Макса», в частности Стив Бисли, Роджер Уорд, Хью Кияс-Бёрн, а также Мел Гибсон в небольшой роли-камео.
Съемки заняли больше времени, чем ожидалось, бюджет был превышен на 40%. Джордж Миллер был привлечен к съемке автомобильной погони, где автомобиль антагониста Ford Fairlane LTD преследует модифицированный Holden (Ute) Ларри Стилсона. Дэвид Элфик иногда выступал в качестве режиссёра второго состава, сняв несколько коротких сцен.

## Выпуск
Фильм распространялся в Австралии компанией Palm Beach Picture, совместно с Victorian Film Corporation и Австралийской комиссии по кино. Премьера состоялась 25 сентября 1980 года. В Соединенных Штатах дистрибьютором фильма был Warner Bros., в Великобритании — Columbia-EMI-Warner.

## Сборы
Права на распространение фильма в мире были приобретены в студии Warner Bros, которая мгновенно получила прибыль с проката. «Цепная реакция» собрала 796 000 долларов в Австралии, что эквивалентно 2 825 800 долларов США в 2009 году.

## Награды и номинации
| Премия          | Категория                                            | Кандидат                                             | Результат |
| --------------- | ---------------------------------------------------- | ---------------------------------------------------- | --------- |
| AACTA Awards    | Лучшая женская роль второго плана                    | Лорна Лесли                                          | Номинация |
| AACTA Awards    | Лучшая операторская работа                           | Рассел Бойд                                          | Номинация |
| AACTA Awards    | Лучший монтаж                                        | Тим Уэллберн                                         | Номинация |
| AACTA Awards    | Лучший звук                                          | Тим Уэллберн                                         | Номинация |
| AACTA Awards    | Лучший звук                                          | Ллойд Кэррик                                         | Номинация |
| AACTA Awards    | Лучший звук                                          | Фил Джадд                                            | Номинация |
| AACTA Awards    | Лучший дизайн                                        | Грэм Уокер                                           | Номинация |
| AACTA Awards    | Лучшие костюмы                                       | Норма Морисо                                         | Номинация |
| Премия «Сатурн» | Премия «Сатурн» за лучший фильм на иностранном языке | Премия «Сатурн» за лучший фильм на иностранном языке | Номинация |